# Woonhuis Voorstraat 27

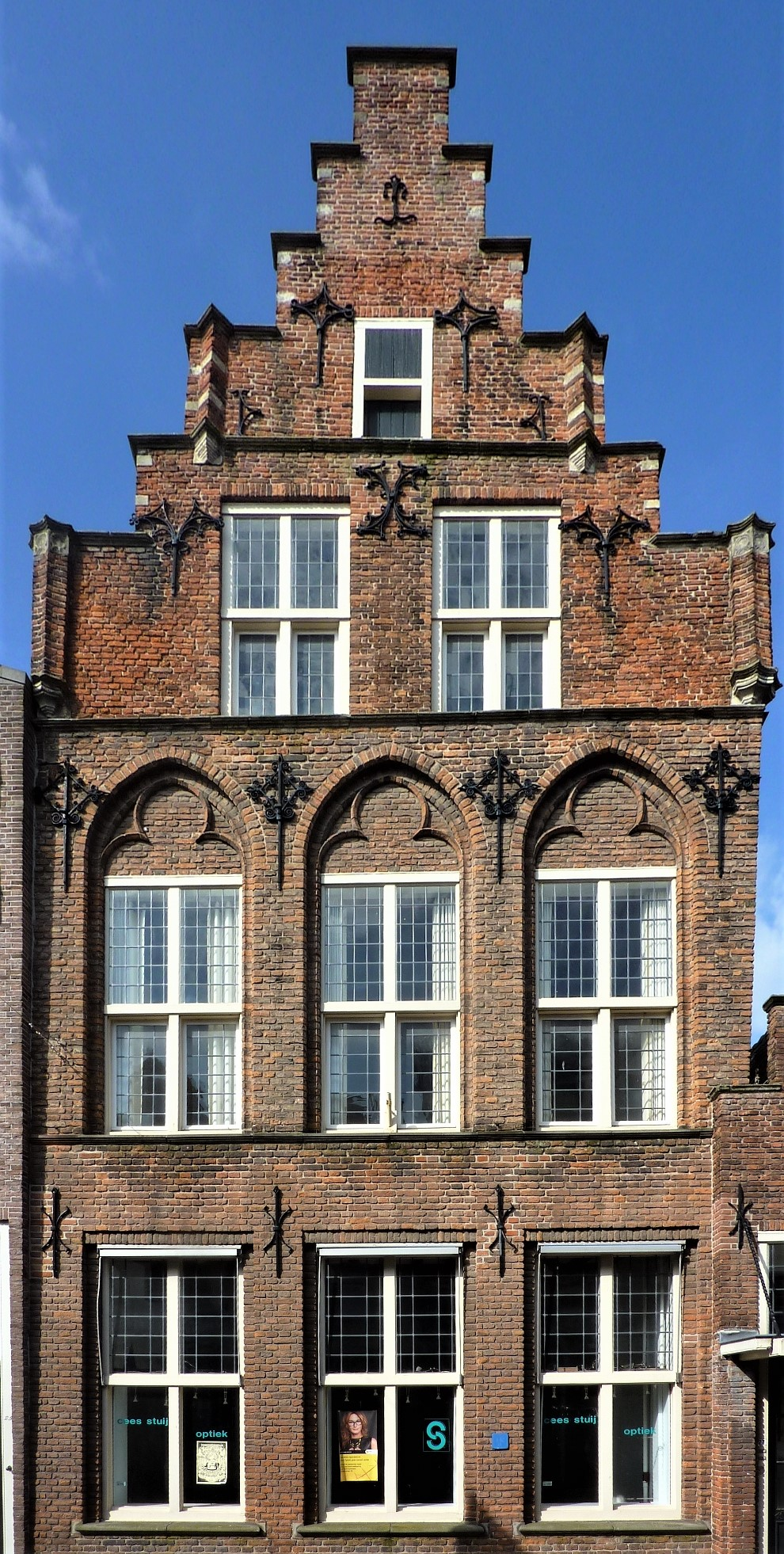
Die Fasse des gotischen Hauses an der Voorstraat 27 in Brielle

Das Woonhuis Voorstraat 27 ist ein als niederländisches Rijksmonument eingestuftes Bauwerk der Backsteingotik in Brielle, einem Ortsteil von Voorne aan Zee in der Provinz Zuid-Holland.

## Beschreibung
Das spätgotische Haus an der  Voorstraat 27 wurde im frühen 15. Jahrhundert erbaut. Das Wohnhaus hat einen Keller mit Gewölben auf einer zentralen Säule aus dem sogenannten Ledesteen, einem stark kalkhaltigen Sandstein. Der Stufengiebel über der Fassade mit schrägen Zinnen stammt aus der Zeit um 1530. Die Ecksteine der Zinnen sind aus Naturstein ausgeführt. Die Spitzbogennischen mit rekonstruierten Dreipässen und der Stufengiebel des zugehörigen Seitenhauses entstanden bei einer umfassenden Restaurierung im Jahr 1932. Im Nebenhaus ist die originale Ausstattung einer Apotheke um 1825 erhalten.